# Dietilamina
La dietilamina es una amina secundaria con fórmula molecular C4H11N, y estructura molecular CH3CH2NHCH2CH3. Se trata de un líquido inflamable, fuertemente alcalino. Es miscible con agua y etanol . Es un líquido incoloro que aparece a menudo marrón debido a las impurezas. Es volátil y tiene un fuerte olor desagradable .
La dietilamina se fabrica a partir de etanol y amoniaco y se obtiene junto con la etilamina y trietilamina. Se utiliza como un inhibidor de la corrosión y en la producción de caucho, resinas, colorantes y productos farmacéuticos.
La dietilamina es un producto químico corrosivo y en contacto con la piel puede causar irritación o quemaduras.